# Уилкс, Родни
Родни Адольфус Уилкс (англ. Rodney Adolphus Wilkes; 11 марта 1925, Сан-Фернандо — 24 марта 2014, Сан-Фернандо) — тринидадский тяжелоатлет, двукратный призёр Олимпийских игр (1948, 1952).

## Спортивная карьера
Начал заниматься тяжёлой атлетикой в 1942 году и вскоре достиг хороших результатов на национальном уровне. Его тренерами были Лионель Симунгал и Фредди Мендес. В 1946 году представлял Тринидад на Центральноамериканских играх в Барранкилье, на которых победил в полулёгком весе с лучшим результатом в мире в олимпийском троеборье — 312,5 кг.
На летних Олимпийских играх в Лондоне (1948) стал серебряным призёром в полулегком весе, выиграв для Тринидада первую олимпийскую медаль; через четыре года в Хельсинки (1952) завоевал бронзовую медаль. На своей третьей Олимпиаде в Мельбурне (1956) занял четвёртое место. Однако спортсмен так и не смог принять участие ни в одном первенстве мира, поскольку они проходили в Европе, а у легкоатлетической Ассоциации Тринидада не было достаточных средств для того чтобы отправить тяжелоатлетов на соревнования.
Также побеждал на чемпионате Вест-Индии в Ле (1949), Панамериканских играх в Буэнос-Айресе (1951), на Играх Содружества в Ванкувере (1954); становился третьим призёром на Играх Содружества в Кардиффе (1958).
В 1960 году, не попав в состав олимпийской команды Вест-Индии на летние Игры в Риме, принял решение о завершении спортивной карьеры. Работал электриком в своём родном городе.
В 1984 году был введён в Национальный зал спортивной славы Тринидада и Тобаго.